# Odontomachus tensus
Odontomachus tensus är en myrart som beskrevs av Wang 1993. Odontomachus tensus ingår i släktet Odontomachus och familjen myror. Inga underarter finns listade i Catalogue of Life.